# 严家炎
严家炎（1933年—），笔名严謇、稼兮，男，上海宝山人，中国现代文学研究家，曾任北京大学教授、博士生导师。